# Veprecula bandensis
Veprecula bandensis é uma espécie de gastrópode do gênero Veprecula, pertencente a família Raphitomidae.